# Bis(2-butoxyethyl)phthalat
Bis(2-butoxyethyl)phthalat ist eine chemische Verbindung aus der Gruppe der Phthalsäureester.

## Gewinnung und Darstellung
Bis(2-butoxyethyl)phthalat kann durch Veresterung der beiden Carboxygruppen der Phthalsäure mit 2-Butoxyethanol gewonnen werden.

## Eigenschaften
Bis(2-butoxyethyl)phthalat ist eine farblose Flüssigkeit, die praktisch unlöslich in Wasser ist.

## Verwendung
Bis(2-butoxyethyl)phthalat wird als Weichmacher verwendet.